# Linha Ginza (Metro de Tóquio)

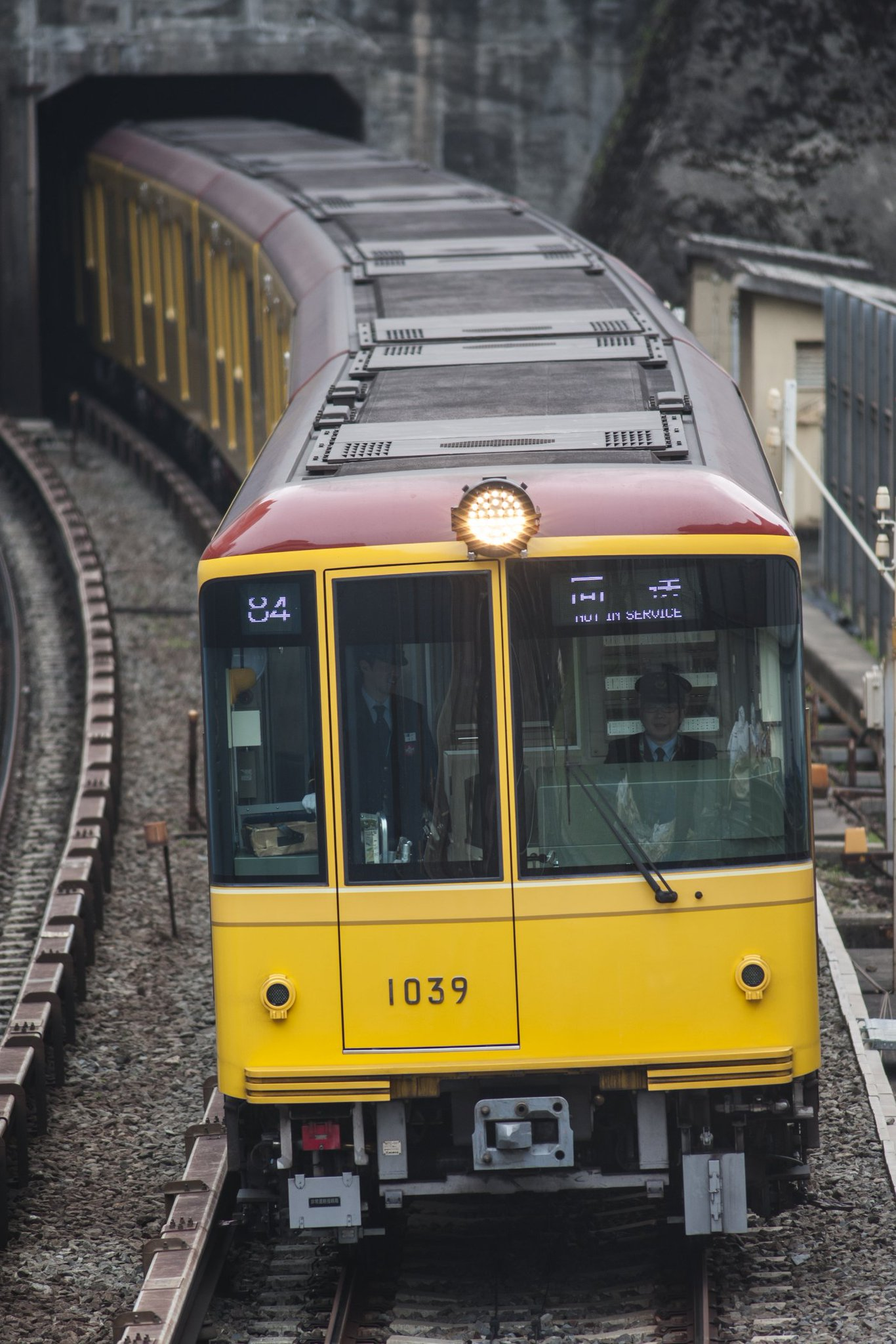
Estação de Asakusa na Linha Ginza.

A Linha Ginza é uma linha do metrô de Tóquio, no Japão; é gerida pela Tokyo Metro. Tem uma extensão de 14,3 km e serve os bairros de Shibuya, Minato, Chuo, Chiyoda e Taito. Circula entre as estações de Shibuya e Asakusa. É também conhecida como Linha 3. Foi-lhe atribuída a cor laranja e corresponde-lhe a letra G.

## Estações
A linha possui 19 estações, identificadas de G-01 a G-19.
| Número | Estação         | Nome japonês | Distância (km) | Correspondências | Distrito |
| ------ | --------------- | ------------ | -------------- | --- | -------- |
| G-01   | Shibuya         | 渋谷         | 0              | Tokyo Metro : Fukutoshin, Hanzomon JR East : Saikyō, Shōnan-Shinjuku, Yamanote Keiō : Inokashira Tōkyū : Den-en-toshi, Tōyoko                                | Shibuya  |
| G-02   | Omotesandō      | 表参道       | 1,3            | Tokyo Metro : Chiyoda, Hanzomon | Minato   |
| G-03   | Gaiemmae        | 外苑前       | 2,0            | | Minato   |
| G-04   | Aoyama-itchōme  | 青山一丁目   | 2,7            | Tokyo Metro : Hanzomon Toei : Oedo | Minato   |
| G-05   | Akasaka-Mitsuke | 赤坂見附     | 4,0            | Tokyo Metro : Marunouchi, Hanzomon (a Nagatachō), Namboku (a Nagatachō), Yurakucho (a Nagatachō)                                                             | Minato   |
| G-06   | Tameike-Sannō   | 溜池山王     | 4,9            | Tokyo Metro : Namboku, Chiyoda (a Kokkai-gijidōmae), Marunouchi (a Kokkai-gijidōmae)                                                                         | Chiyoda  |
| G-07   | Toranomon       | 虎ノ門       | 5,5            | | Minato   |
| G-08   | Shimbashi       | 新橋         | 6,3            | Toei : Asakusa JR East : Keihin-Tōhoku, Tōkaidō, Yokosuka, Yamanote New Transit Yurikamome : Yurikamome                                                      | Minato   |
| G-09   | Ginza           | 銀座         | 7,2            | Tokyo Metro : Hibiya, Marunouchi | Chuo     |
| G-10   | Kyōbashi        | 京橋         | 7,9            | | Chuo     |
| G-11   | Nihombashi      | 日本橋       | 8,6            | Tokyo Metro : Tozai Toei : Asakusa | Chuo     |
| G-12   | Mitsukoshimae   | 三越前       | 9,2            | Tokyo Metro : Hanzōmon JR East : Sōbu (a Shin-Nihombashi) | Chuo     |
| G-13   | Kanda           | 神田         | 9,9            | JR East : Chūō, Keihin-Tōhoku, Yamanote | Chiyoda  |
| G-14   | Suehirochō      | 末広町       | 11,0           | | Chiyoda  |
| G-15   | Ueno-Hirokōji   | 上野広小路   | 11,6           | Tokyo Metro : Hibiya (à Naka-Okachimachi) Toei : Ōedo (à Ueno-Okachimachi)                                                                                   | Taitō    |
| G-16   | Ueno            | 上野         | 12,1           | Tokyo Metro : Hibiya JR East Shinkansen : Akita, Jōetsu, Nagano, Tōhoku, Yamagata JR East : Jōban, Keihin-Tōhoku, Takasaki, Tōhoku, Yamanote Keisei : Keisei | Taitō    |
| G-17   | Inarichō        | 稲荷町       | 12,8           | | Taitō    |
| G-18   | Tawaramachi     | 田原町       | 13,5           | | Taitō    |
| G-19   | Asakusa         | 浅草         | 14,3           | Toei : Asakusa Tōbu : Skytree | Taitō    |